# Wahlbezirk Österreich unter der Enns 57
Der Wahlbezirk Österreich unter der Enns 57 war ein Wahlkreis für die Wahlen zum Abgeordnetenhaus im österreichischen Kronland Österreich unter der Enns. Der Wahlbezirk wurde 1907 mit der Einführung der Reichsratswahlordnung geschaffen und bestand bis zum Zusammenbruch der Habsburgermonarchie.

## Geschichte
Nachdem der Reichsrat im Herbst 1906 das allgemeine, gleiche, geheime und direkte Männerwahlrecht beschlossen hatte, wurde mit 26. Jänner 1907 die große Wahlrechtsreform durch Sanktionierung von Kaiser Franz Joseph I. gültig. Mit der neuen Reichsratswahlordnung schuf man insgesamt 516 Wahlbezirke, wobei mit Ausnahme Galiziens in jedem Wahlbezirk ein Abgeordneter im Zuge der Reichsratswahl gewählt wurde. Der Abgeordnete musst sich dabei im ersten Wahlgang oder in einer Stichwahl mit absoluter Mehrheit durchsetzen. Der Wahlkreis Österreich unter der Enns 57 umfasste die Gerichtsbezirke Oberhollabrunn, Ravelsbach und Retz, wobei die zum Wahlbezirk 38 gehörenden Gemeinden Oberhollerbrunn und Retz vom Wahlbezirk ausgenommen waren.
Aus der Reichsratswahl 1907 ging Josef Kühschelm (Christlichsoziale Partei) als Sieger im ersten Wahlgang hervor. Er verstarb jedoch bereits zu Beginn des Jahres 1908. In der Reichsratsersatzwahl setzte sich daraufhin Leopold Diwald durch, der sein Mandat in der Reichsratswahl 1911 erfolgreich verteidigen konnte.

## Wahlen

### Reichsratswahl 1907
Die Reichsratswahl 1907 wurde am 14. Mai 1907 (erster Wahlgang) durchgeführt. Die Stichwahl entfiel auf Grund der absoluten Mehrheit von Josef Kühschelm im ersten Wahlgang.
| Kandidat                                                                       | Partei                             | Wahlkreis- stimmen | Stimmen- anteil |
| ------------------------------------------------------------------------------ | ---------------------------------- | ------------------ | --------------- |
| Josef Kühschelm                                                                | Christlichsoziale Partei           | 9397               | 74,0 %          |
| Zach                                                                           | Christlichsozialer Kandidat        | 2827               | 22,2 %          |
| Josef Gammer                                                                   | Sozialdemokratische Arbeiterpartei | 410                | 3,2 %           |
| Sonstige                                                                       |                                    | 73                 | 0,6 %           |
| Wahlberechtigte: 13.407, Ungültige/Leere Stimmen: 142, Wahlbeteiligung: 95,8 % |                                    |                    |                 |

### Reichsratsersatzwahl 1908
Nach dem Tod von Küschelm am 11. Jänner 1908 fand am 24. April 1908 die Reichsratsersatzwahl (erster Wahlgang) statt. Die Stichwahl entfiel auf Grund der absoluten Mehrheit von Leopold Diwald im ersten Wahlgang.
| Kandidat                                                             | Partei                             | Wahlkreis- stimmen | Stimmen- anteil |
| -------------------------------------------------------------------- | ---------------------------------- | ------------------ | --------------- |
| Leopold Diwald                                                       | Christlichsoziale Partei           | 7892               | 63,2 %          |
| Anton Zach                                                           | Christlichsozialer Kandidat        | 4305               | 34,5 %          |
| Josef Gammer                                                         | Sozialdemokratische Arbeiterpartei | 234                | 1,9 %           |
| Sonstige                                                             |                                    | 58                 | 0,5 %           |
| Wahlberechtigte: ?, Ungültige/Leere Stimmen: 168, Wahlbeteiligung: ? |                                    |                    |                 |

### Reichsratswahl 1911
Die Reichsratswahl 1911 wurde am 13. Juni 1911 (erster Wahlgang) durchgeführt. Die Stichwahl entfiel auf Grund der absoluten Mehrheit von  Leopold Diwald im ersten Wahlgang.
| Kandidat                                                                       | Partei                             | Wahlkreis- stimmen | Stimmen- anteil |
| ------------------------------------------------------------------------------ | ---------------------------------- | ------------------ | --------------- |
| Leopold Diwald                                                                 | Christlichsoziale Partei           | 10588              | 89,4 %          |
| Eduard Rösch                                                                   | Sozialdemokratische Arbeiterpartei | 755                | 6,4 %           |
|                                                                                | deutsch-freiheitlicher Kandidat    | 86                 | 0,7 %           |
|                                                                                | deutsch-nationaler Kandidat        | 28                 | 0,2 %           |
| Sonstige                                                                       |                                    | 391                | 3,3 %           |
| Wahlberechtigte: 13.189, Ungültige/Leere Stimmen: 863, Wahlbeteiligung: 96,4 % |                                    |                    |                 |